# 簡鼻亞目
簡鼻亞目（Haplorrhini）是包括眼鏡猴及所有類人猿的靈長目。
始鏡猴科是已滅絕的原猴亞目，相信與眼鏡猴較為接近，且是最原始的簡鼻亞目。
牠們的上唇並非直接連接鼻子或牙床，故可以做很多面部表情。牠們的腦部與身體比例明顯較原猴的大，而其主要感官是靠視覺。牠們有眼後板。除了眼鏡猴及夜猴外，大部份物種都是白天活動的，且有三原色视觉。牠的手及腳只適合運動，例如長臂猿科及猩猩的鈎狀手，或是人類的雙足。
所有的類人猿都有單一間隔的子宮，而眼鏡猴則像原猴般有雙角形子宮。大部份物種一般每次只會生一胎，但如狨屬及檉柳猴屬則普遍會生孖胎或三胞胎。簡鼻亞目的嬰兒相對較原猴的為大，但較依賴母親，這可能是因牠們複雜的行為及自然歷史。

## 分類及演化
簡鼻亞目與原猴亞目約於6300萬年前演化分開。約於5800萬年前，跗猴型下目從其他簡鼻亞目分支開來，現存的跗猴型下目就只有眼鏡猴科。所以眼鏡猴科會有一些原猴亞目的特徵。
餘下的類人猿下目亦分開為兩個小目：闊鼻小目（新世界猴）及狹鼻小目（舊世界猴及猿）。新世界猴及猿分別於4000萬年前及2500萬年前從舊世界猴分開。現時相信猿及猴是於非洲分裂的。但是最近在巴基斯坦發現的化石，包括Bugtipithecus inexpectans、Phileosimias kamali及Phileosimias brahuiorum，卻令科學家重新反思這個學說。
在分支分類學中，祖先類是包含了其後裔的，故人類及已滅絕的雙足類人類（包括南方古猿類、肯尼亞平臉人等），都分類在人族之中。人族與指節行走的猿綜合稱為人科，因為牠們都擁有分支中相同的特徵。同樣地，所有不論現存、已滅絕、大或小的猿都同樣擁有簡鼻亞目的生物特徵，而狹鼻小目亦是在其分支中。